# Robert Lelangue

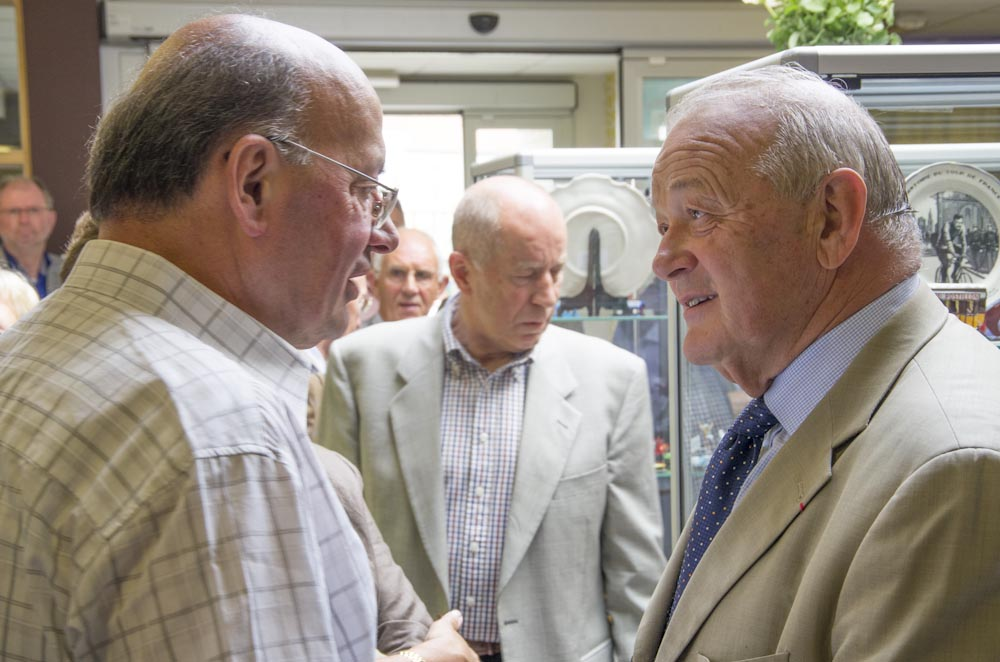
Lelangue (till vänster) i samtal med Jean-Marie Leblanc 2012.

Robert Lelangue, född den 4 februari 1940 i Etterbeek, är en belgisk tidigare tävlingscyklist som var professionell från 1961 till 1969, efter att ha deltagit i linjeloppet (49:e plats) vid Olympiska spelen i Rom 1960. På landsväg är hans främsta merit segern i Grote Prijs Jef Scherens 1967 och på bana segern i Montréals sexdagars 1964 i par med Lucien Gillen.
Efter karriären fortsatte Lelangue som sportdirektör för stall som Molteni (med cyklister som Eddy Merckx och Marino Basso) och senare som direktör för Merckx cykelfabrik. Han arbetade även för Tour de France och körde loppsdirektörens (Jean-Marie Leblanc) bil under Touren i 18 år.
Även sonen, John Lelangue (född 1970), arbetade som sportdirektör.

## Meriter
| 1960 (amatör) Vinnare av Kattekoers. 1961 Vinnare av etapp 1 i Tour de Luxembourg 1962 3:a i Tour du Nord-Ouest 7:a i Omloop Het Volk 8:a i GP Stad Vilvoorde 8:a i Tour du Condroz 9:a i Nationale Sluitingsprijs 1963 Vinnare av etapp 2 i Dunkerques fyradagars 9:a i Nationale Sluitingsprijs 1964 2:a i Druivenkoers Overijse 1965 Vinnare av Tour du Nord-Ouest 2:a i Tour des Quatre-Cantons 4:a i Brabantse Pijl 1966 2:a i Grote Prijs Jef Scherens 2:a i linjelopp vid Belgiska mästerskapen 2:a i Grand Prix Cerami 3:a i GP de Monaco 1967 Vinnare av Grote Prijs Jef Scherens Vinnare av etapp 2 i Vuelta a Mallorca Vinnare av etapp 3 i Giro di Sardegna Vinnare av GP Alghero 5:a i Brabantse Pijl 5:a i Druivenkoers Overijse 1968 9:a i Bryssel–Meulebeke |  | Bana Sexdagarslopp 1963/1964 2:a i Montréals sexdagars med Emile Severeyns 1964/1965 Vinnare av Montréals sexdagars med Lucien Gillen 2:a i Buenos Aires sexdagars med Gustav Kilian 2:a i Québecs sexdagars med Lucien Gillen 3:a i Bryssels sexdagars med Theo Verschueren 3:a i Torontos sexdagars med Lucien Gillen 1965/1966 3:a i Montréals sexdagars med Lucien Gillen 3:a i Québecs sexdagars med Emile Severeyns 1968/1969 2:a i Charlerois sexdagars med Julien Stevens Europamästerskap 1968/1969 3:a i omnium Belgiska mästerskap 1969 Belgisk mästare i omnium |